# Bologna Associazione Giuoco del Calcio 1937-1938
Questa voce raccoglie le informazioni riguardanti il Bologna Associazione Giuoco del Calcio nelle competizioni ufficiali della stagione 1937-1938.

## Stagione
Il Bologna nel campionato di Serie A 1937-1938 si è classificato al quinto posto con 37 punti.
In Coppa Italia ai sedicesimi di finale batte il Taranto per 4-1 in casa, agli ottavi elimina la SPAL vincendo ancora per 4-1 in casa, quindi viene eliminato ai quarti di finale dal Milan, da cui perde per 2-0 nella gara disputata a Milano.

## Rosa
| N. |                    | Ruolo | Calciatore        |
| -- | ------------------ | ----- | ----------------- |
|    | Italia (bandiera)  | P     | Carlo Ceresoli    |
|    | Italia (bandiera)  | P     | Pietro Ferrari    |
|    | Italia (bandiera)  | D     | Dino Fiorini      |
|    | Italia (bandiera)  | D     | Mario Pagotto     |
|    | Uruguay (bandiera) | D     | Francisco Fedullo |
|    | Italia (bandiera)  | D     | Felice Gasperi    |
|    | Italia (bandiera)  | C     | Giordano Corsi    |
|    | Uruguay (bandiera) | C     | Michele Andreolo  |
|    | Italia (bandiera)  | C     | Mario Montesanto  |

| N. |                    | Ruolo | Calciatore        |
| -- | ------------------ | ----- | ----------------- |
|    | Uruguay (bandiera) | C     | Vicente Albanese  |
|    | Italia (bandiera)  | C     | Danilo Casagrande |
|    | Italia (bandiera)  | A     | Carlo Reguzzoni   |
|    | Uruguay (bandiera) | A     | Raffaele Sansone  |
|    | Italia (bandiera)  | A     | Amedeo Biavati    |
|    | Italia (bandiera)  | A     | Bruno Maini       |
|    | Italia (bandiera)  | A     | Giovanni Busoni   |
|    | Italia (bandiera)  | A     | Angelo Schiavio   |
|    | Uruguay (bandiera) | A     | Norberto Ligüera  |

## Risultati

### Serie A

#### Girone di andata
| Arbitro: | Dattilo (Roma) |

|                            |           |                     |
| Sansone 25’ Maini 28’, 41’ | Marcatori | 36’ Prato 89’ Glovi |

| Arbitro: | Mattea (Torino) |

|                           |           |           |
| Viani II 41’ Barberis 87’ | Marcatori | 22’ Maini |

| Arbitro: | Salvatori (Roma) |

|                           |           |           |
| Andreolo 4’ Reguzzoni 23’ | Marcatori | 86’ Savio |

| Genova 3 ottobre 1937 4ª giornata | Liguria            | 0 – 0 | Bologna | Stadio del Littorio\| Arbitro: \| Pizziolo (Firenze) \| |
| Arbitro:                          | Pizziolo (Firenze) |       |         |                                                         |

| Arbitro: | Bertolio (Torino) |

|               |           |  |
| Reguzzoni 64’ | Marcatori |  |

| Arbitro: | Ciamberlini (Genova) |

|                      |           |  |
| Piola 12’ Busani 16’ | Marcatori |  |

| Arbitro: | Barlassina (Novara) |

|                |           |  |
| Maini 36’, 59’ | Marcatori |  |

| Arbitro: | Leoni (Milano) |

|                                 |           |  |
| Maini 4’, 60’ Scheer 71’ (aut.) | Marcatori |  |

| Arbitro: | Dattilo (Roma) |

|                                     |           |               |
| Palumbo 50’ Ferrero 59’ Palumbo 70’ | Marcatori | 56’ Reguzzoni |

| Arbitro: | Mazza (Torre del Greco) |

|                                          |           |            |
| Biavati 23’ Fedullo 53’ Biavati 75’, 84’ | Marcatori | 50’ Grolli |

| Arbitro: | Dattilo (Roma) |

|                                      |           |                      |
| Grezar 48’ Pasinati 75’ Colaussi 85’ | Marcatori | 52’ (rig.) Reguzzoni |

| Arbitro: | Scarpi (Dolo) |

|                         |           |                            |
| Reguzzoni 26’ Maini 28’ | Marcatori | 32’ Servetti 67’ Perazzolo |

| Torino 19 dicembre 1937 13ª giornata | Juventus            | 0 – 0 | Bologna | Stadio Benito Mussolini\| Arbitro: \| Barlassina (Novara) \| |
| Arbitro:                             | Barlassina (Novara) |       |         |                                                              |

| Arbitro: | Dattilo (Roma) |

|  |           |             |
|  | Marcatori | 50’ Sansone |

| Arbitro: | Moretti (Genova) |

|                                                          |           |             |
| Fedullo 37’, 68’ Reguzzoni 70’ Fedullo 75’ Reguzzoni 82’ | Marcatori | 50’ Pomponi |

#### Girone di ritorno
| Arbitro: | Bertolio (Torino) |

|          |           |           |
| Mian 80’ | Marcatori | 14’ Maini |

| Bologna 23 gennaio 1938 17ª giornata | Bologna        | 0 – 0 | Fiorentina | Stadio Littoriale\| Arbitro: \| Mazza (Genova) \| |
| Arbitro:                             | Mazza (Genova) |       |            |                                                   |

| Arbitro: | Bevilacqua (Viareggio) |

|                   |           |                       |
| Bonomi 75’ (rig.) | Marcatori | 25’ Biavati 34’ Maini |

| Arbitro: | Saracini (Ancona) |

|                                     |           |                         |
| Reguzzoni 31’ Maini 55’ Biavati 74’ | Marcatori | 61’ Bollano 78’ Peretti |

| Arbitro: | Dattilo (Roma) |

|                 |           |  |
| Meazza 11’, 86’ | Marcatori |  |

| Arbitro: | Barlassina (Novara) |

|  |           |                 |
|  | Marcatori | 49’, 84’ Busani |

| Arbitro: | Mazza (Torre del Greco) |

|  |           |            |
|  | Marcatori | 67’ Busoni |

| Arbitro: | Dattilo (Roma) |

|                             |           |                                       |
| Coppa 33’, 81’ Andreoli 58’ | Marcatori | 3’ Biavati 15’ Andreolo 44’ Reguzzoni |

| Arbitro: | Soliani (Genova) |

|                           |           |  |
| Fedullo 39’ Reguzzoni 56’ | Marcatori |  |

| Arbitro: | Mattea (Torino) |

|  |           |               |
|  | Marcatori | 45’ Reguzzoni |

| Bologna 27 marzo 1938 26ª giornata | Bologna             | 0 – 0 | Triestina | Stadio Littoriale\| Arbitro: \| Barlassina (Novara) \| |
| Arbitro:                           | Barlassina (Novara) |       |           |                                                        |

| Arbitro: | Dattilo (Roma) |

|                |           |                              |
| Arcari III 34’ | Marcatori | 2’ Busoni 30’, 77’ Reguzzoni |

| Bologna 10 aprile 1938 28ª giornata | Bologna             | 0 – 0 | Juventus | Stadio Littoriale\| Arbitro: \| Barlassina (Novara) \| |
| Arbitro:                            | Barlassina (Novara) |       |          |                                                        |

| Arbitro: | Dattilo (Roma) |

|                           |           |                      |
| Reguzzoni 23’ Sansone 54’ | Marcatori | 22’ Boffi 44’ Arnoni |

| Arbitro: | Mattea (Torino) |

|                                  |           |                           |
| Costanzo 47’ Capaccioli 62’, 77’ | Marcatori | 56’ Reguzzoni 90’ Fiorini |

### Coppa Italia

#### Fase a eliminazione
| Arbitro: | Coletti (Treviso) |

|                                          |           |          |
| Reguzzoni 12’ Fedullo 28’, 33’ Maini 86’ | Marcatori | 80’ Tosi |

| Bologna 26 dicembre 1937 Ottavi                                                                   | Bologna   | 4 – 1            | SPAL | Stadio Littoriale |
| \| \| \| \| \| Maini 8’, 44’ Reguzzoni 81’ (rig.) Sansone 87’ \| Marcatori \| 63’ Poggipollini \| |           |                  |      |                   |
|                                                                                                   |           |                  |      |                   |
| Maini 8’, 44’ Reguzzoni 81’ (rig.) Sansone 87’                                                    | Marcatori | 63’ Poggipollini |      |                   |

| Arbitro: | Bertolio (Torino) |

|                         |           |  |
| Moretti 13’, 74’ (rig.) | Marcatori |  |

## Statistiche

### Statistiche di squadra
| Competizione | Punti | In casa | In casa | In casa | In casa | In casa | In casa | In trasferta | In trasferta | In trasferta | In trasferta | In trasferta | In trasferta | Totale | Totale | Totale | Totale | Totale | Totale | DR  |
| Competizione | Punti | G       | V       | N       | P       | Gf      | Gs      | G            | V            | N            | P            | Gf           | Gs           | G      | V      | N      | P      | Gf     | Gs     | DR  |
| ------------ | ----- | ------- | ------- | ------- | ------- | ------- | ------- | ------------ | ------------ | ------------ | ------------ | ------------ | ------------ | ------ | ------ | ------ | ------ | ------ | ------ | --- |
| Serie A      | 37    | 15      | 9       | 5       | 1       | 29      | 13      | 15           | 5            | 4            | 6            | 17           | 21           | 30     | 14     | 9      | 7      | 46     | 34     | +12 |
| Coppa Italia |       | 2       | 2       | 0       | 0       | 8       | 2       | 1            | 0            | 0            | 1            | 0            | 2            | 3      | 2      | 0      | 1      | 8      | 4      | +4  |
| Totale       |       | 17      | 11      | 5       | 1       | 37      | 15      | 16           | 5            | 4            | 7            | 17           | 23           | 33     | 16     | 9      | 8      | 54     | 38     | +16 |

### Statistiche dei giocatori
| Giocatore     | Serie A  | Serie A | Coppa Italia | Coppa Italia | Totale   | Totale |
| Giocatore     | Presenze | Reti    | Presenze     | Reti         | Presenze | Reti   |
| ------------- | -------- | ------- | ------------ | ------------ | -------- | ------ |
| V. Albanese   | 7        | 0       | -            | -            | 7        | 0      |
| M. Andreolo   | 28       | 2       | 2            | 0            | 30       | 2      |
| A. Biavati    | 24       | 6       | 3            | 0            | 27       | 6      |
| G. Busoni     | 13       | 2       | 1            | 0            | 14       | 2      |
| D. Casagrande | 1        | 0       | -            | -            | 1        | 0      |
| C. Ceresoli   | 26       | -30     | 2            | -3           | 28       | -33    |
| G. Corsi      | 28       | 0       | 3            | 0            | 31       | 0      |
| F. Fedullo    | 25       | 5       | 3            | 2            | 28       | 7      |
| P. Ferrari    | 4        | -4      | 1            | -1           | 5        | -5     |
| D. Fiorini    | 30       | 1       | 3            | 0            | 33       | 1      |
| F. Gasperi    | 6        | 0       | 1            | 0            | 7        | 0      |
| N. Ligüera    | 3        | 0       | -            | -            | 3        | 0      |
| B. Maini      | 22       | 11      | 3            | 3            | 25       | 14     |
| M. Montesanto | 21       | 0       | 3            | 0            | 24       | 0      |
| M. Pagotto    | 29       | 0       | 2            | 0            | 31       | 0      |
| C. Reguzzoni  | 29       | 15      | 3            | 2            | 32       | 17     |
| R. Sansone    | 28       | 3       | 3            | 1            | 31       | 4      |
| A. Schiavio   | 6        | 0       | -            | -            | 6        | 0      |